# Simtek S941
Simtek S941 — болид Формулы-1 команды Simtek, построенный для участия в чемпионате 1994 года.

## История
Частью акций команды обладал Джэк Брэбем, который помог команде найти спонсоров. Место пилота №1 занял его сын Дэвид, до этого безуспешно выступавший в команде отца. Вторым пилотом был объявлен новичок-австриец Роланд Ратценбергер, место которого на пять гонок купила компания MTV.

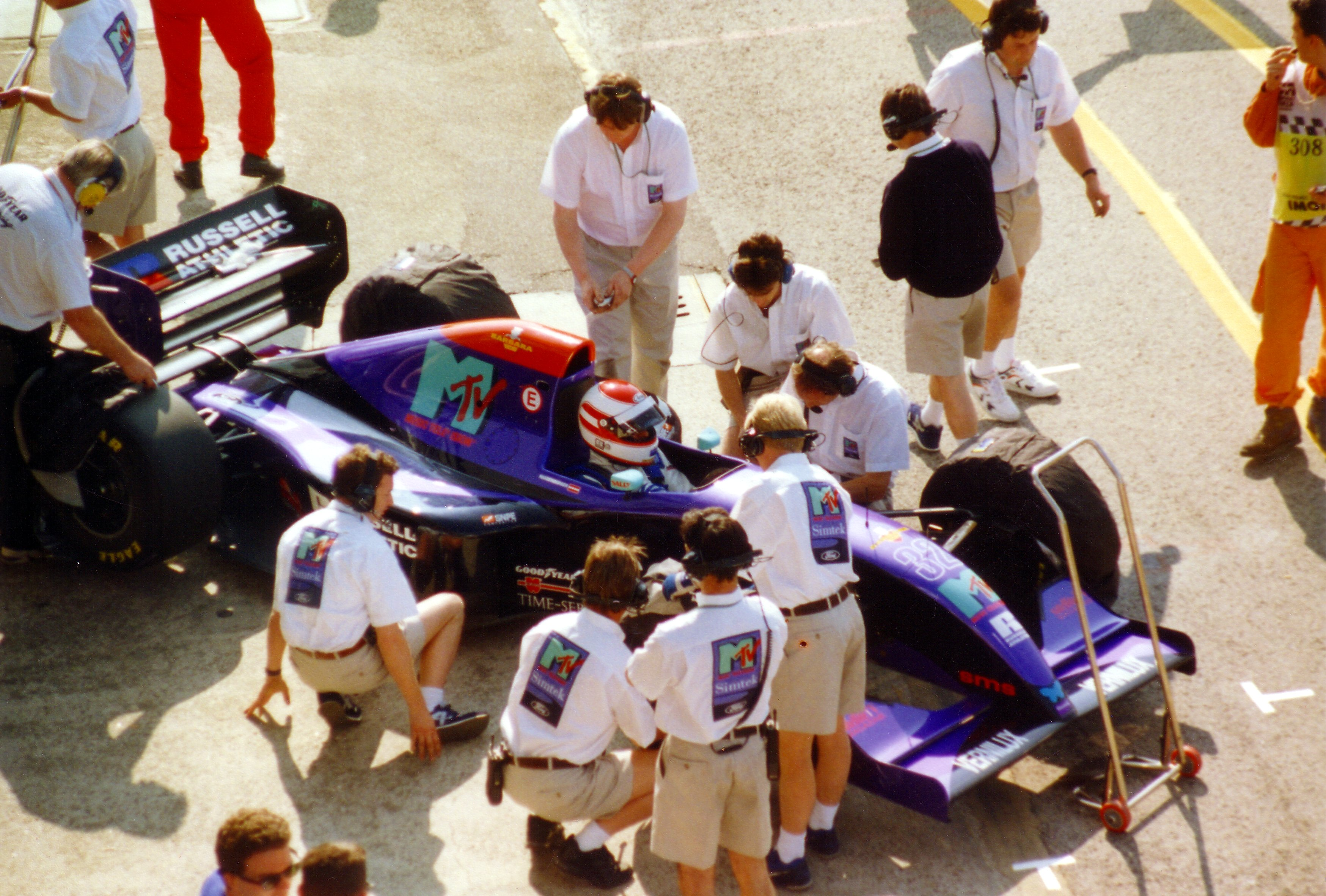
Роланд Ратценбергер в кокпите Simtek S941 на квалификации в Имоле, 30 апреля 1994 года.

В марте 1994 года две машины Simtek S941, оснащённые моторами Cosworth HB вышли на старт первого этапа чемпионата мира.
Первая гонка в Бразилии закончилась противоречиво: Брэбем хоть и стартовал последним 26, но финишировал 12-м и тоже последним, зато в классификации оказался впереди Айртона Сенны, который стартовал с поула, но сошёл из-за проблем с машиной. Роланд предквалификацию не прошёл и на старт не попал. На Гран-при Тихого океана наоборот, Ратценбергер финишировал последним 11-м, а Дэвид сошёл из-за отказа мотора. А вот в ходе квалификации перед третьей гонкой сезона в Имоле Ратценбергер разбился. То ли из-за небрежности механиков, то ли в результате вылета на прошлом круге, на его машине ослабло крепление носового обтекателя, и, когда на скорости в 300 км/ч австриец выскочил из поворота «Тамбурелло», переднее антикрыло сорвало напором воздуха, машина потеряла управление и со страшной силой ударилось в бетонную стену в повороте «Вильнёв», пролетев затем по инерции до «Тозы». Шансов выжить у австрийца не было никаких. На том же Гран-при, но уже в гонке погиб и Айртон Сенна.
После гибели Ратценбергера, полоса неудач захлестнула команду. В Монако, где у Simtek была выставлена одна машина, гонка вновь закончилась аварией. А три дня спустя после постройки нового автомобиля в квалификации перед Гран-при Испании на скорости 200 км/ч на первом же быстром круге его вдребезги разбил заменивший Роланда Андреа Монтермини. К счастью гонщик остался жив. В последующих гонках его заменил Жан-Марк Гунон, в прошлом чемпион французской Формулы-3 и гонщик международной серии Формула-3000. Гунона в свою очередь заменил Доменико Скиаттарелла. Ещё в одной гонке, на Гран-при Японии за Simtek выступил местный гонщик Таки Иноуэ.
Однако проблема заключалась не столько в пилотах, сколько в машине. S941 оказалась крайне неудачной машиной. Пилоты боролись в лучшем за предпоследний ряд стартового поля. В гонках выступления были не лучше, они заканчивались либо поломкой, либо аварией, и в лучшем случае последними местами в итоговой классификации. Основная причина этих неудач, как и у любой другой маленькой команды была одна - отсутствие денег.

## Результаты выступлений в гонках
| Год  | Шасси | Двигатель         | Шины | Пилоты       | 1   | 2    | 3    | 4    | 5   | 6   | 7    | 8   | 9    | 10   | 11   | 12   | 13   | 14   | 15   | 16   | Место | Очки |
| ---- | ----- | ----------------- | ---- | ------------ | --- | ---- | ---- | ---- | --- | --- | ---- | --- | ---- | ---- | ---- | ---- | ---- | ---- | ---- | ---- | ----- | ---- |
| 1994 | S941  | Ford HBD 6 3,5 V8 | G    |              | БРА | ТИХ  | САН  | МОН  | ИСП | КАН | ФРА  | ВЕЛ | ГЕР  | ВЕН  | БЕЛ  | ИТА  | ПОР  | ЕВР  | ЯПО  | АВС  | НКЛ   | 0    |
| 1994 | S941  | Ford HBD 6 3,5 V8 | G    | Брэбем       | 12  | Сход | Сход | Сход | 10  | 14  | Сход | 15  | Сход | 11   | Сход | Сход | Сход | Сход | 12   | Сход | НКЛ   | 0    |
| 1994 | S941  | Ford HBD 6 3,5 V8 | G    | Ратценбергер | НКВ | 11   | НС   |      |     |     |      |     |      |      |      |      |      |      |      |      | НКЛ   | 0    |
| 1994 | S941  | Ford HBD 6 3,5 V8 | G    | Монтермини   |     |      |      |      | НКВ |     |      |     |      |      |      |      |      |      |      |      | НКЛ   | 0    |
| 1994 | S941  | Ford HBD 6 3,5 V8 | G    | Гунон        |     |      |      |      |     |     | 9    | 16  | Сход | Сход | 11   | Сход | 15   |      |      |      | НКЛ   | 0    |
| 1994 | S941  | Ford HBD 6 3,5 V8 | G    | Скиаттарелла |     |      |      |      |     |     |      |     |      |      |      |      |      | 19   |      | Сход | НКЛ   | 0    |
| 1994 | S941  | Ford HBD 6 3,5 V8 | G    | Иноуэ        |     |      |      |      |     |     |      |     |      |      |      |      |      |      | Сход |      | НКЛ   | 0    |

| Легенда к таблице |                                                                    |
| --- | ------------------------------------------------------------------ |
| В таблице перечислены результаты всех Гран-при Формулы-1, в которых использовался автомобиль. Строками таблицы являются сезоны, столбцами — этапы чемпионата мира. В каждой клетке указаны сокращённое название этапа и результат, дополнительно обозначенный цветом. Расшифровка обозначений и цветов представлена в нижеследующей таблице. |                                                                    |
| \| Пример \| Описание \| \| ------------ \| ------------------------------------------------------------------ \| \| 1 \| Победитель \| \| 2 \| Второе место \| \| 3 \| Третье место \| \| 5 \| Финишировал, заработав очки \| \| Сход \| Не финишировал, но при этом заработал очки \| \| 12 \| Финишировал, не получив очков \| \| НКЛ \| Финишировал, но не попал в финальную классификацию \| \| 15 \| Участвовал вне зачёта, либо по отдельной классификации \| \| 18 \| Не финишировал, но попал в финальную классификацию \| \| Сход \| Не финишировал \| \| НКВ \| Не прошёл квалификацию \| \| НПКВ \| Не прошёл предквалификацию \| \| ДСК \| Дисквалифицирован \| \| ИСК \| Исключён из протокола соревнований \| \| ТТ \| Заявлен для участия только в тренировках \| \| НС \| Участвовал в квалификации, но не стартовал в гонке \| \| Т \| Травмирован или болен \| \| ОТК \| Отказ от участия \| \| НТР \| Прибыл на соревнования, но на трассу не выезжал \| \| НПР \| Был заявлен в числе участников, но не прибыл к началу соревнований \| \| О \| Соревнования отменены \| \| \| Не участвовал \| \| Поул-позиция \| \| \| Быстрый круг \| \| |                                                                    |
| Пример | Описание                                                           |
| 1 | Победитель                                                         |
| 2 | Второе место                                                       |
| 3 | Третье место                                                       |
| 5 | Финишировал, заработав очки                                        |
| Сход | Не финишировал, но при этом заработал очки                         |
| 12 | Финишировал, не получив очков                                      |
| НКЛ | Финишировал, но не попал в финальную классификацию                 |
| 15 | Участвовал вне зачёта, либо по отдельной классификации             |
| 18 | Не финишировал, но попал в финальную классификацию                 |
| Сход | Не финишировал                                                     |
| НКВ | Не прошёл квалификацию                                             |
| НПКВ | Не прошёл предквалификацию                                         |
| ДСК | Дисквалифицирован                                                  |
| ИСК | Исключён из протокола соревнований                                 |
| ТТ | Заявлен для участия только в тренировках                           |
| НС | Участвовал в квалификации, но не стартовал в гонке                 |
| Т | Травмирован или болен                                              |
| ОТК | Отказ от участия                                                   |
| НТР | Прибыл на соревнования, но на трассу не выезжал                    |
| НПР | Был заявлен в числе участников, но не прибыл к началу соревнований |
| О | Соревнования отменены                                              |
| | Не участвовал                                                      |
| Поул-позиция |                                                                    |
| Быстрый круг |                                                                    |